# Boom, Antwerp
Boom là một đô thị ở tỉnh Antwerp, Bỉ. Đô thị Boom chỉ gồm thị trấn Boom. Tại thời điểm ngày 1 tháng 1 năm 2006, Boom có dân số 16.096 người. Tổng diện tích là 7,37 km² với mật độ dân số là 2.185 người trên mỗi km².
Boom tọa lạc giữa 3 thành phố lớn (Brussels, Antwerpen và Mechelen), gần sông Rupel (see map)
Boom là nơi tổ chức một trong những đại hội âm nhạc lớn nhất thế giới, Tomorrowland.

## Cư dân địa phương nổi bật
- Bobbejaan Schoepen (1925), ca sĩ, nhạc sĩ.
- Luc Van der Kelen (1948), ký giả của Het Laatste Nieuws.
- Roland Van Campenhout, nhạc sĩ.
- Bavo Claes (1949).